# Louis-Bertrand Tirilly
Louis-Bertrand Tirilly SSCC (* 25. Januar 1912 in Guilvinec; † 25. Oktober 2002) war Bischof von Taiohae.

## Leben
Louis-Bertrand Tirilly trat der Ordensgemeinschaft der Arnsteiner Patres bei und empfing am 25. Juli 1937 die Priesterweihe.
Pius XII. ernannte ihn am 16. November 1953 zum Apostolischen Vikar der Marquesas-Inseln und Titularbischof von Buthrotum. Die Bischofsweihe spendete ihm der Bischof von Quimper [Cornouailles]-Léon, André-Pierre-François Fauvel, am 12. September des nächsten Jahres; Mitkonsekratoren waren Alfred Aimé Léon Marie CSSp, Apostolische Vikar von Französisch-Guayana-Cayenne, und Pierre Bonneau CSSp, Apostolischer Vikar von Douala.
Er nahm an der ersten und zweiten Sitzungsperiode des Zweiten Vatikanischen Konzils teil. Der Papst erhob am 21. Juni 1966 das Apostolisches Vikariat zum Bistum und ernannte ihn zum Bischof von Taiohae. Von diesem Amt trat er am 17. März 1970 zurück. Paul VI. ernannte ihn am 17. März 1970 zum Titularbischof von Budua. Von diesem Amt trat er am 27. September 1976 zurück.